# The Rainbow Trail (film 1918)
The Rainbow Trail è un film del 1918 diretto da Frank Lloyd. Basato sul romanzo di Zane Grey Il ponte dell'arcobaleno (che era stato pubblicato in origine a puntate nel 1915 con il titolo The Desert Crucible), è il sequel di Riders of the Purple Sage.
Il film, un western, aveva come interprete principale l'attore William Farnum, già protagonista, insieme a Mary Mersch, anche di Riders of the Purple Sage.

## Trama

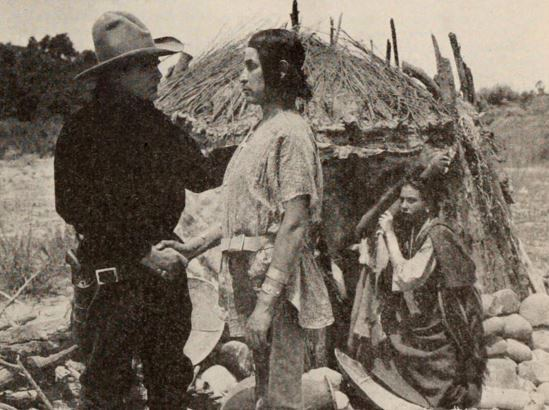
William Farnum

Lassiter, un ranger texano, si trova intrappolato ormai da lungo tempo insieme a Jane Withersteen e alla piccola Fay Larkin in una valle solitaria nella quale, dodici anni prima, i tre avevano cercato rifugio per sfuggire alla caccia di un gruppo di mormoni. Il passaggio alla valle, infatti, è rimasto bloccato per la caduta di un enorme masso che aveva chiuso l'unica via di uscita. Ora i mormoni, dopo aver saputo che Shefford, il cugino di Lassiter, è intenzionato a ritrovarlo, riescono a introdursi nella valle dove rapiscono Fay, che, nel frattempo, è diventata una bellissima ragazza. Al vederla, Elder Wagoner - uno dei rapitori - stabilisce che Fay diventerà una delle sue numerose mogli. Tenuta prigioniera, la ragazza viene liberata da Shefford e, insieme a lui, torna alla valle. Lassiter e Jane riescono a guadagnare l'uscita e si riuniscono, così, a Fay e al suo compagno. Ma vengono attaccati dai mormoni che, guidati da Wagoner, avevano seguito i due fuggitivi. Saranno salvati dall'intervento provvidenziale degli uomini dello sceriffo che, guidati da un amico indiano di Shefford, riescono a giungere in tempo in loro soccorso. Shefford, ormai innamorato di Fay, scopre che anche la ragazza lo ricambia.

## Produzione
Il film fu prodotto dalla Fox Film Corporation e le scene in esterni vennero girate in Arizona.

## Distribuzione
Distribuito dalla Fox Film Corporation e presentato da William Fox, il film uscì nelle sale cinematografiche statunitensi il 28 ottobre 1918. Non si conoscono copie ancora esistenti della pellicola che viene considerata presumibilmente perduta.